# Justo Rufino Barrios
Pour les articles homonymes, voir Barrios.
Justo Rufino Barrios, né le 19 juillet 1835 à San Marcos (Amérique centrale) et mort le 2 avril 1885 à Chalchuapa au Salvador, est un militaire et homme d'État guatémaltèque, président du Guatemala de 1873 à 1885. 

## Biographie
Il poursuit la politique de modernisation des infrastructures du pays et mène une politique économique entièrement centrée sur la production de café afin de développer les exportations. Soucieux de favoriser l'instruction, il veut l'école primaire gratuite, obligatoire et sans éducation religieuse. L'école normale est créée, et la vieille université San Carlos est nationalisée. Il proclame par ailleurs la liberté de culte et procède à l'expropriation des biens de l’Église.
Il instaure un style de gouvernement très personnel qui conduit à l'apparition d'une dictature libérale. La liberté d'expression est fortement restreinte. Nombre d'intellectuels progressistes qui le soutenaient au départ, comme José Martí, prennent leurs distances ou s'exilent.
En 1875, durant la guerre pour l'indépendance de Cuba, toujours colonie de l'Espagne, il reconnait officiellement l'indépendance de l'île. Fervent partisan de la réunion des pays d'Amérique centrale en une seule entité, il est tué à la bataille de Chalchuapa en tentant d'imposer son projet par la guerre.

## Sources
1. 1 2 3  Jean Lamore, José Martí. La liberté de Cuba et de l'Amérique latine, Éditions Ellipses, 2017, p. 53-54, 260

- Robert L. Scheina, Latin America's wars, vol. 1 : The age of the caudillo, 1791-1899, Washington, Brassey's, Inc, 2003, 569 p. (ISBN 978-1-574-88449-4, OCLC 49942250)